# Grand clocher de la laure des Grottes de Kiev
Le Grand clocher de la laure des Grottes de Kiev ou Grand Beffroi (en ukrainien : Велика Лаврська дзвіниця, Velika Lavrs'ka dzvinitsia ; en russe : Большая аврская колокольня, Bolchaïa avrskaïa kolokolnia) est le plus haut édifice du monastère de la capitale de l'Ukraine, atteignant une hauteur de 96,5 mètres.

## Histoire
Le clocher a été construit entre 1731 et 1745 selon les plans de l'architecte Gottfried Schädel. En vertu du contrat, Schädel devait le construire en trois ans, mais la construction dure beaucoup plus longtemps. Toutes les réserves sont absorbées, ce qui entraîne un arrêt de la construction d'autres objets de la laure. Au cours de la construction du clocher, environ cinq millions de briques de différentes formes et tailles ont été utilisées. Des céramiques hautement artistiques ont été fabriquées dans les briqueteries de la laure sous la supervision de Schädel.
En 1903, au lieu de l'horloge du XVIIIe siècle, de nouveaux carillons fabriqués par des maîtres de Moscou ont été installés. Le mécanisme de l'horloge est remonté une fois par semaine à la main avec un treuil. Les carillons sonnent tous les quarts d'heure.
Le clocher a été endommagé lorsque, pendant la Seconde Guerre mondiale, la cathédrale de la Dormition, située à côté, a été dynamitée. Les travaux de restauration ont été achevés en 1961.

## Architecture
Le Grand clocher de la laure est une construction de style classique comprenant quatre niveaux, le dernier surmonté d'un dôme doré. Le diamètre du rez-de-chaussée de la tour à sa base est de 28,8 mètres et l'épaisseur des murs à ce niveau est de 8 mètres. La fondation de la tour dépasse 7 mètres. La tour est décorée de nombreuses colonnes architecturales : le premier étage est décoré de trente-deux colonnes doriennes, le deuxième étage de seize colonnes ioniques et le troisième étage de huit colonnes corinthiennes,.
De nombreuses cloches suspendues se trouvaient au deuxième étage, mais elles ont ensuite été enlevées ou remplacées pour la plupart. Aujourd'hui, seules trois petites cloches du XVIIIe siècle ont été conservées : les cloches Balyk, Voznesenskyi et Bezymiannyi. L'Uspenskyi, l'ancienne cloche principale du Grand clocher, pesait une tonne et avait été fondue en 1732 par Ivan Motorine, qui était également responsable de la cloche Tsar Kolokol du Kremlin de Moscou. Il existe une plateforme d'observation à ce même deuxième étage qui offre aux visiteurs une vue sur les alentours de Kiev.
Au troisième étage, une horloge à sonnerie, fabriquée en 1903, pèse 4,5 tonnes. L'horloge actuelle du clocher, conçue par le Moscovite Enodin et basée sur l'horloge du Kremlin, a remplacé l'ancienne horloge du XVIIIe siècle de Levynskyi. Cette horloge ne s'est arrêtée qu'une seule fois au cours de son existence : cela s'est passé en septembre 1941 lorsque la cathédrale de la Dormition a été dynamitée par les forcées armées pendant la Seconde Guerre mondiale.
L'horloge a été réparée après la destruction de la cathédrale voisine. Les réparations ont duré six ans. Depuis ce temps, l'horloge n'a jamais eu besoin de réparations. Le mécanisme de l'horloge est très précis, jusqu'à 10 secondes. Cependant, il a été observé que sa précision dépend de la période de l'année : en hiver, l'horloge fonctionne un peu plus lentement que pendant l'été. Le mécanisme de l'horloge doit être rembobiné une fois par semaine. Les cloches sonnent tous les quarts d'heure.

## Galerie

Galerie du Grand clocher
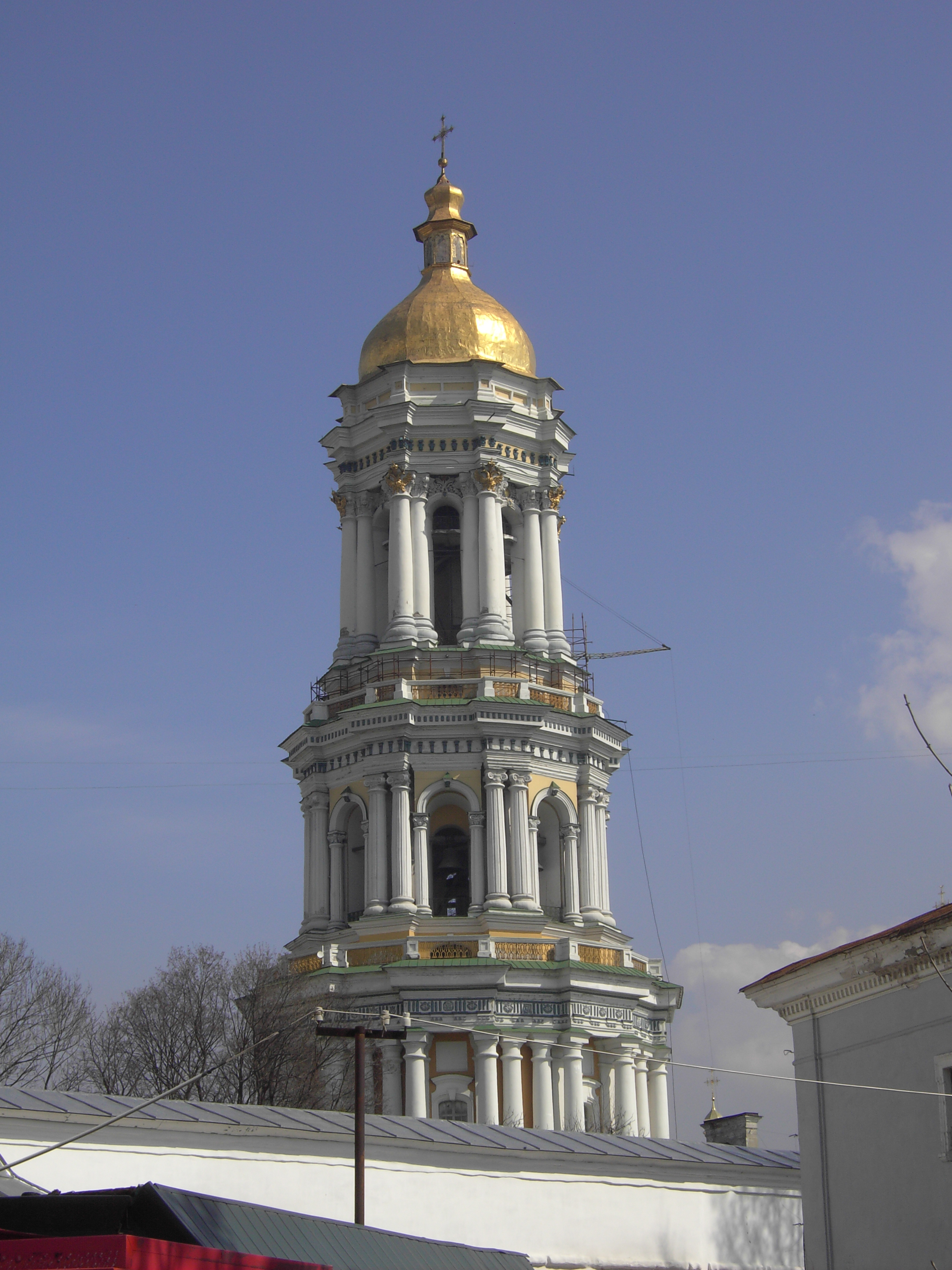
Le Grand clocher depuis la sortie au nord.
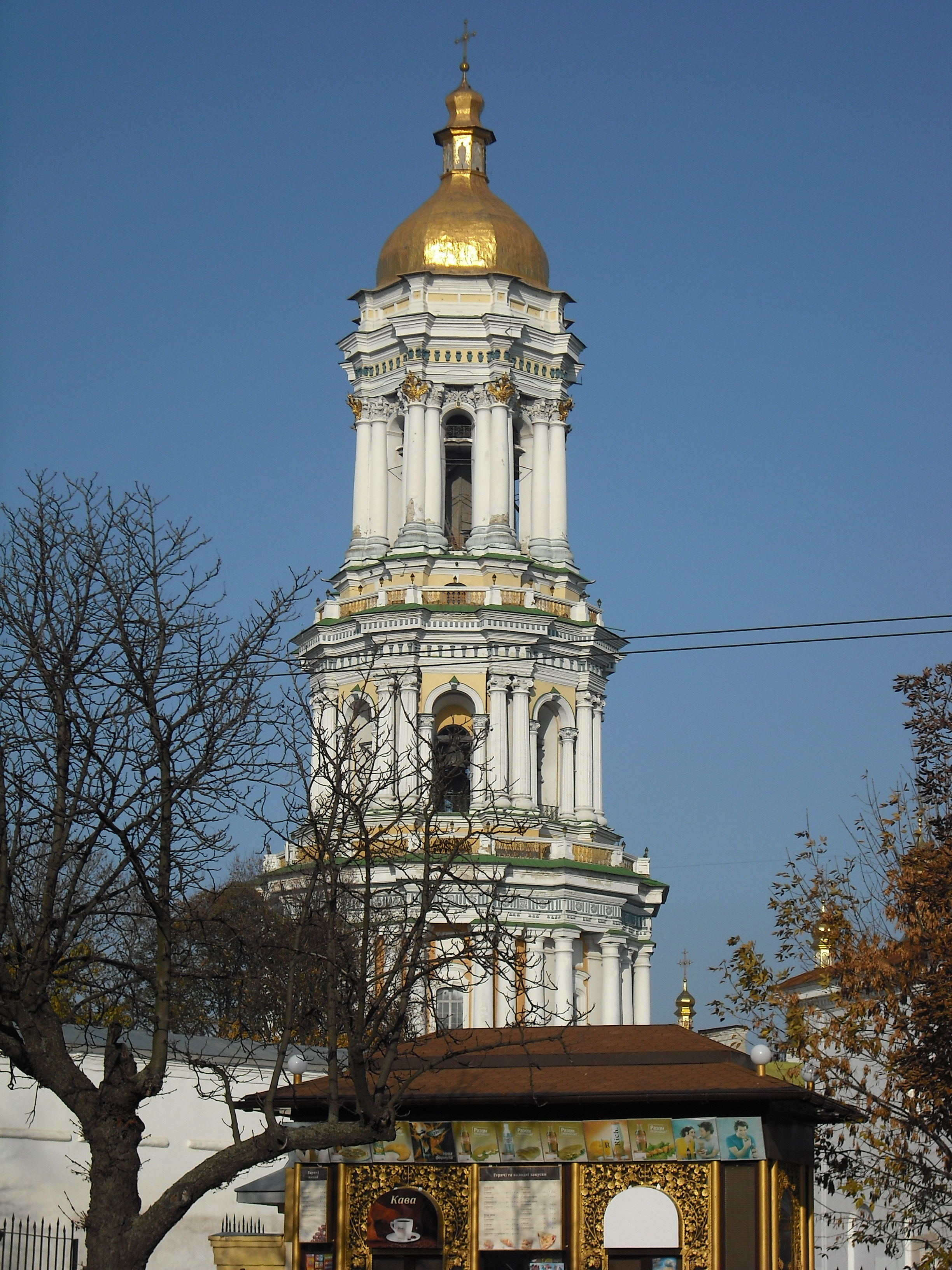
Le Grand clocher depuis l'entrée à l'ouest.
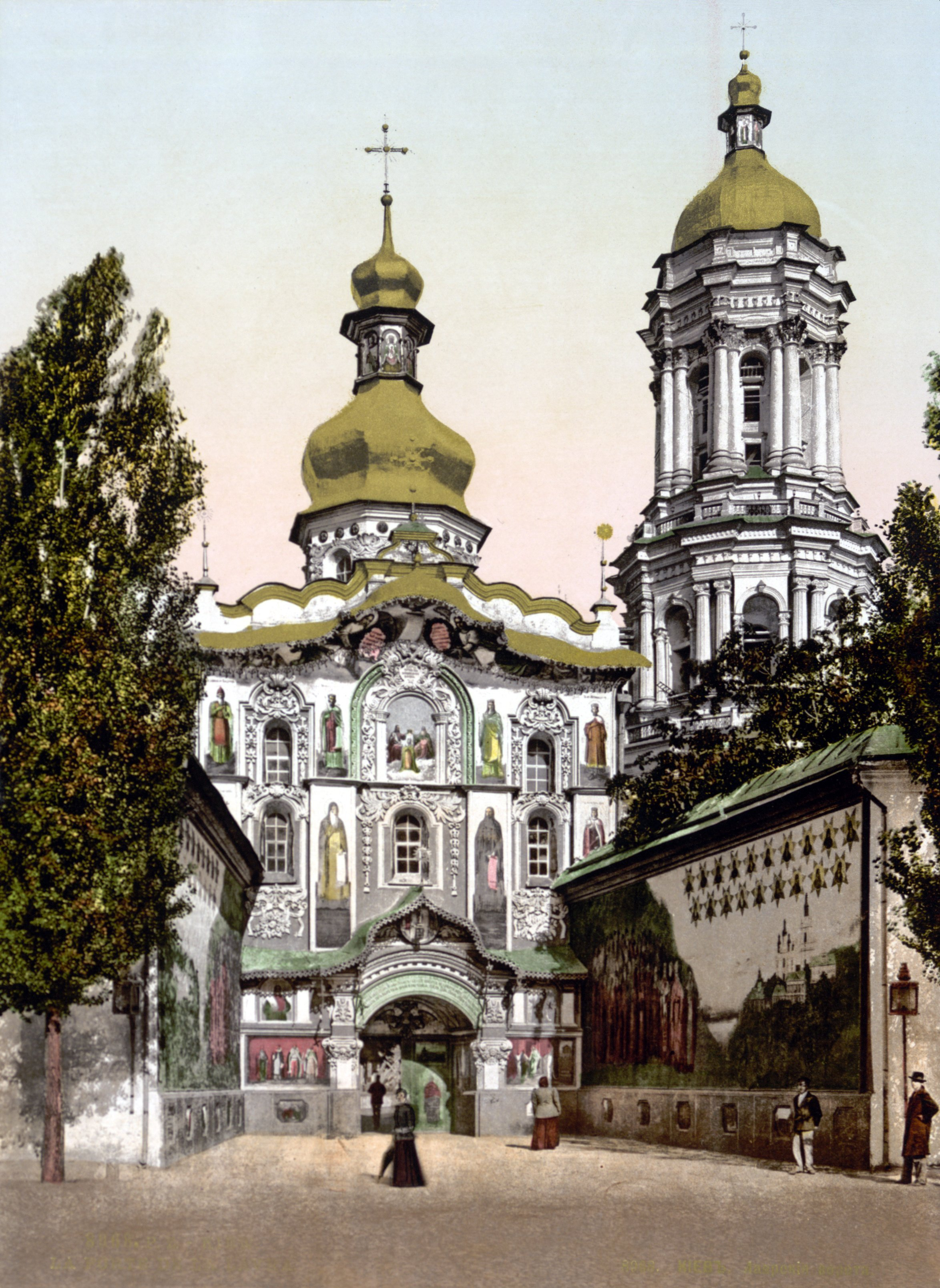
Le Grand clocher et la porte-église de la Trinité en 1890.
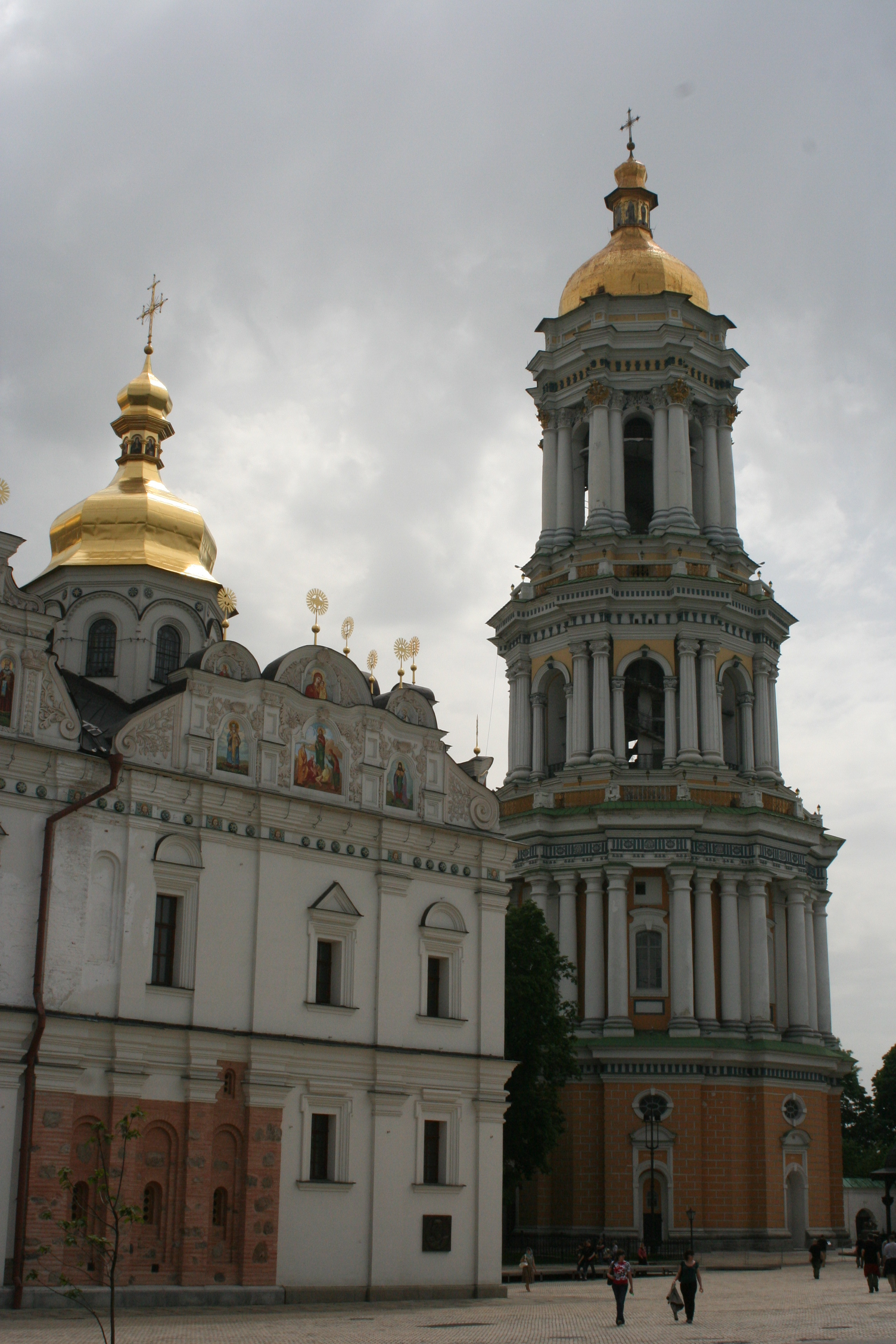
Le Grand clocher et la cathédrale de la Dormition.
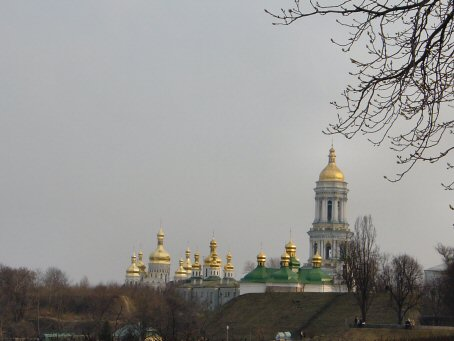
Vue sur la laure depuis le monument du Holodomor.
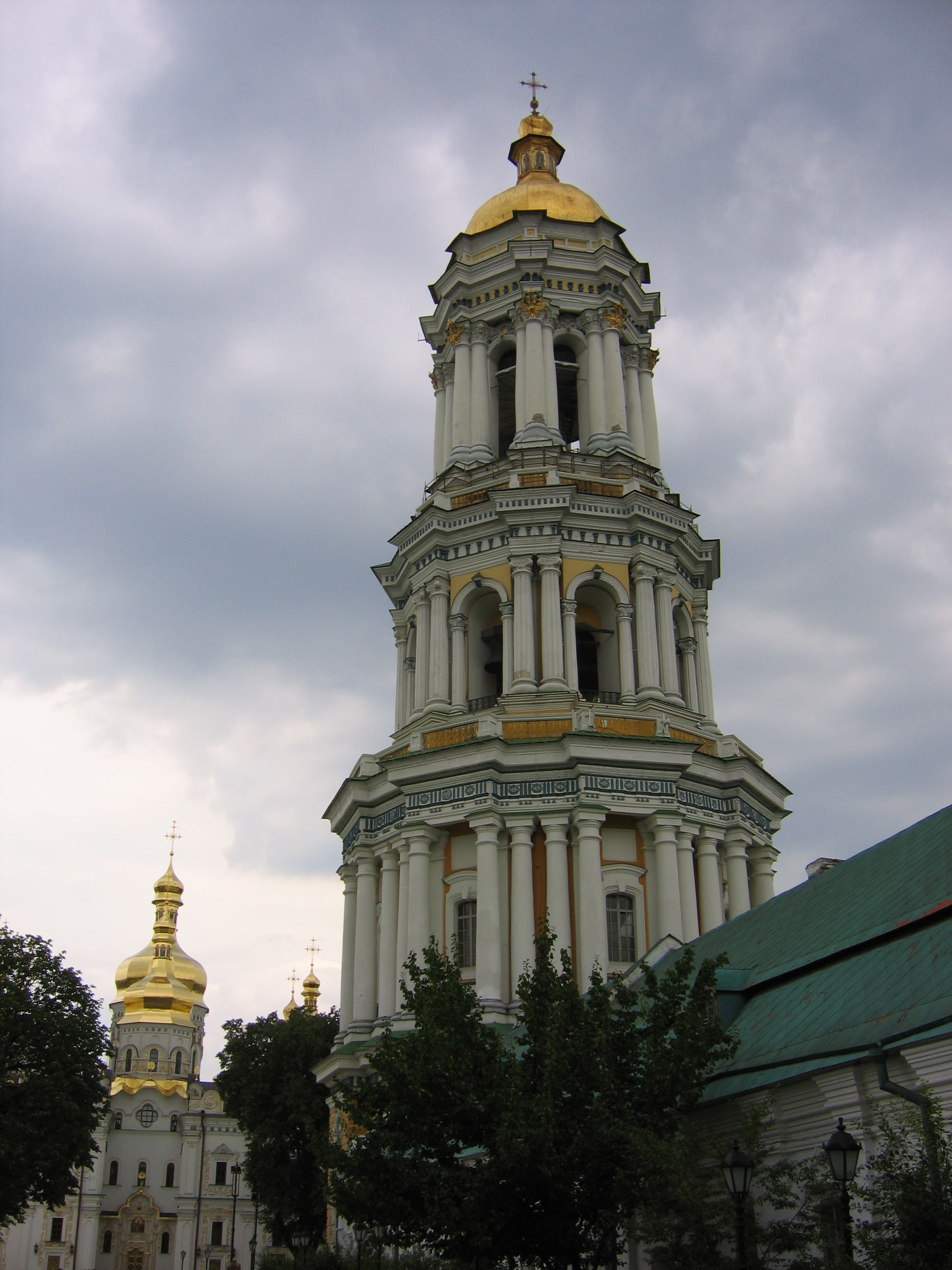
Le Grand clocher et la cathédrale de la Dormition en 2005.
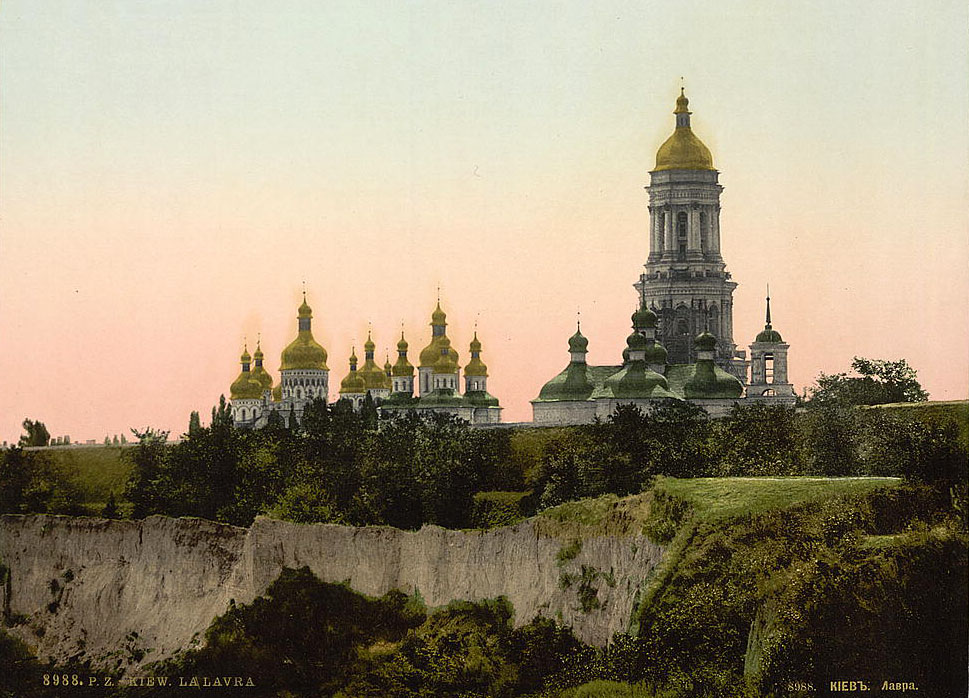
Le Grand clocher et la laure au XIXe siècle.
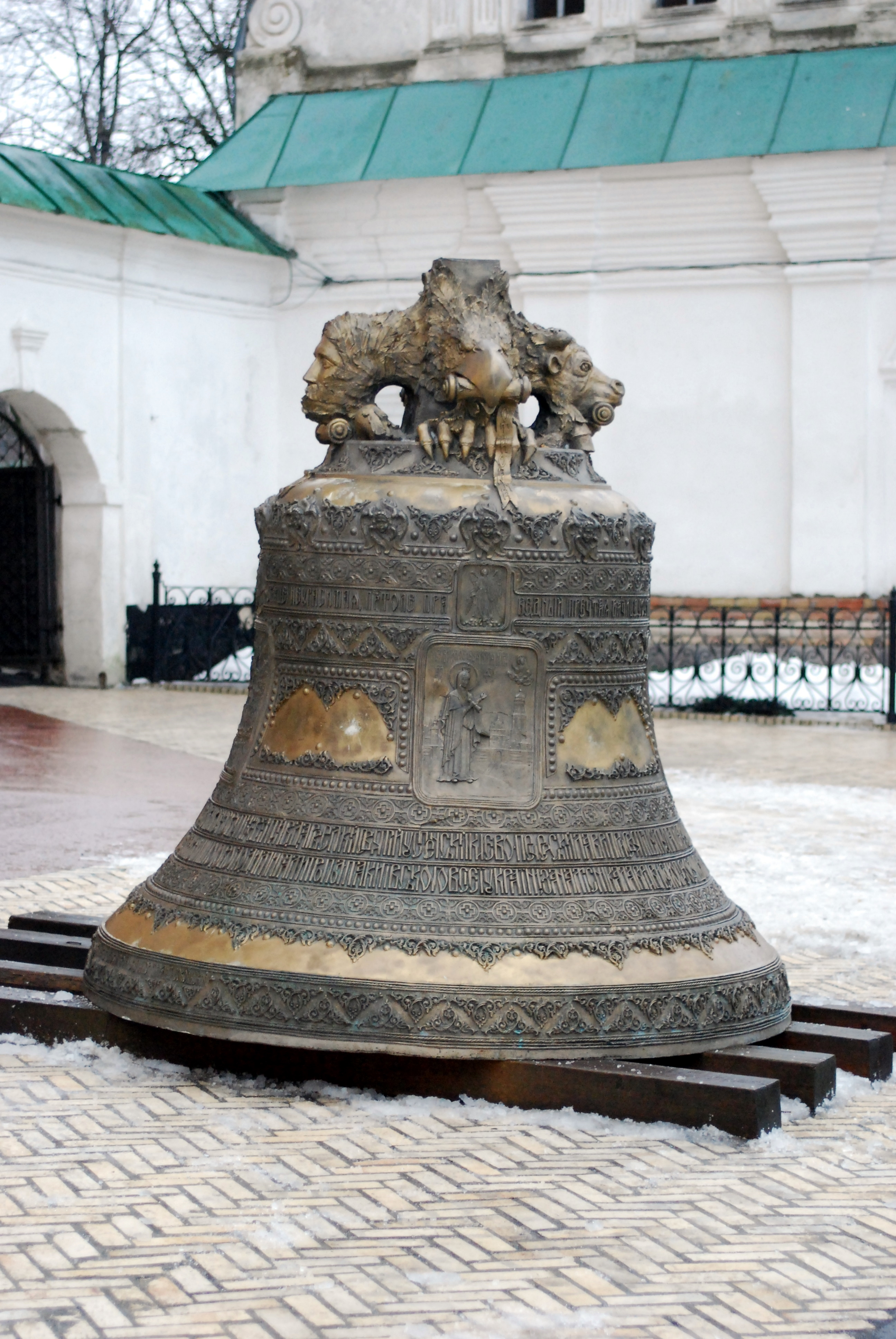
Cloche devant la porte-église de la Trinité.
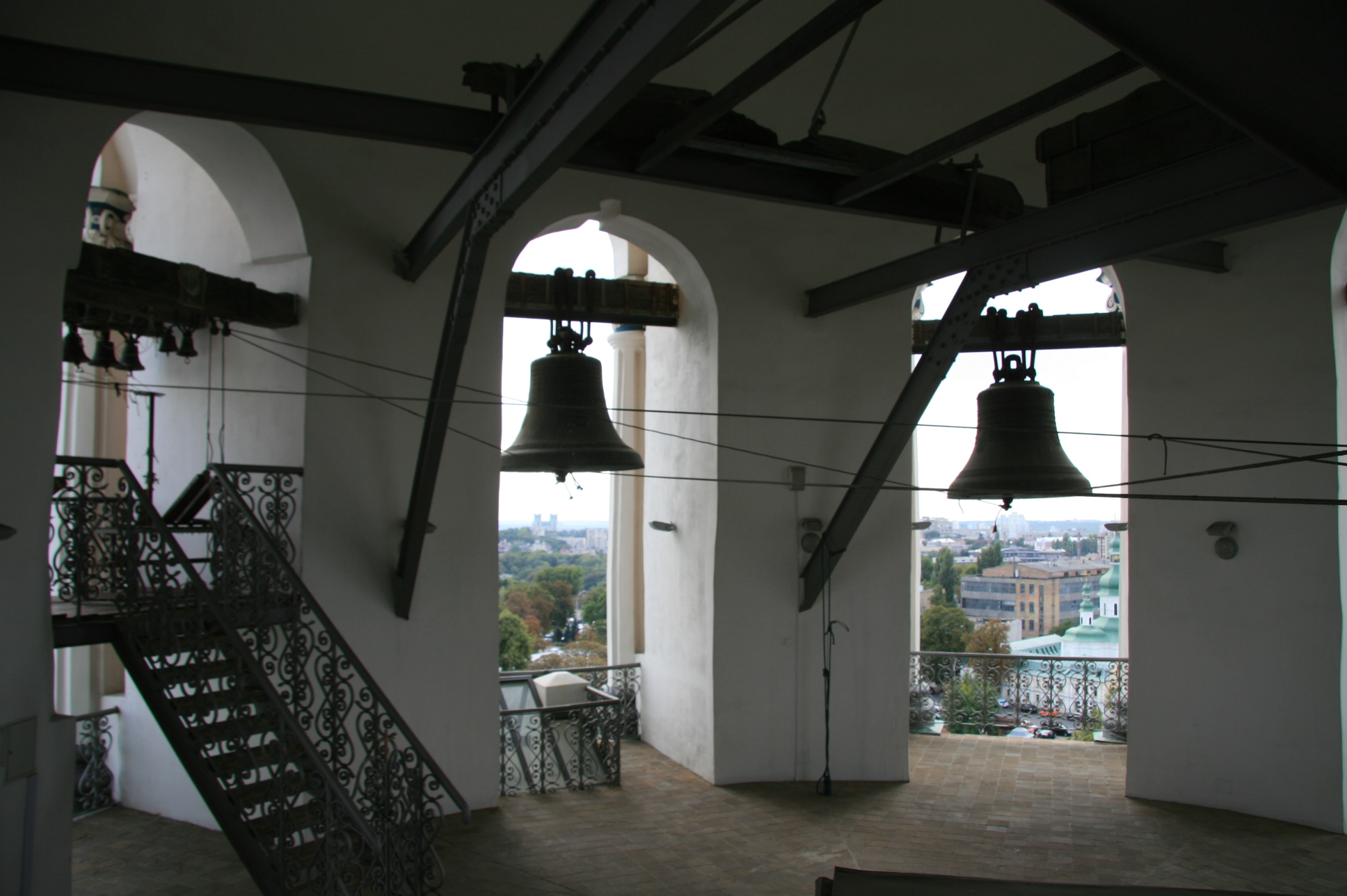
Cloches du Grand clocher.
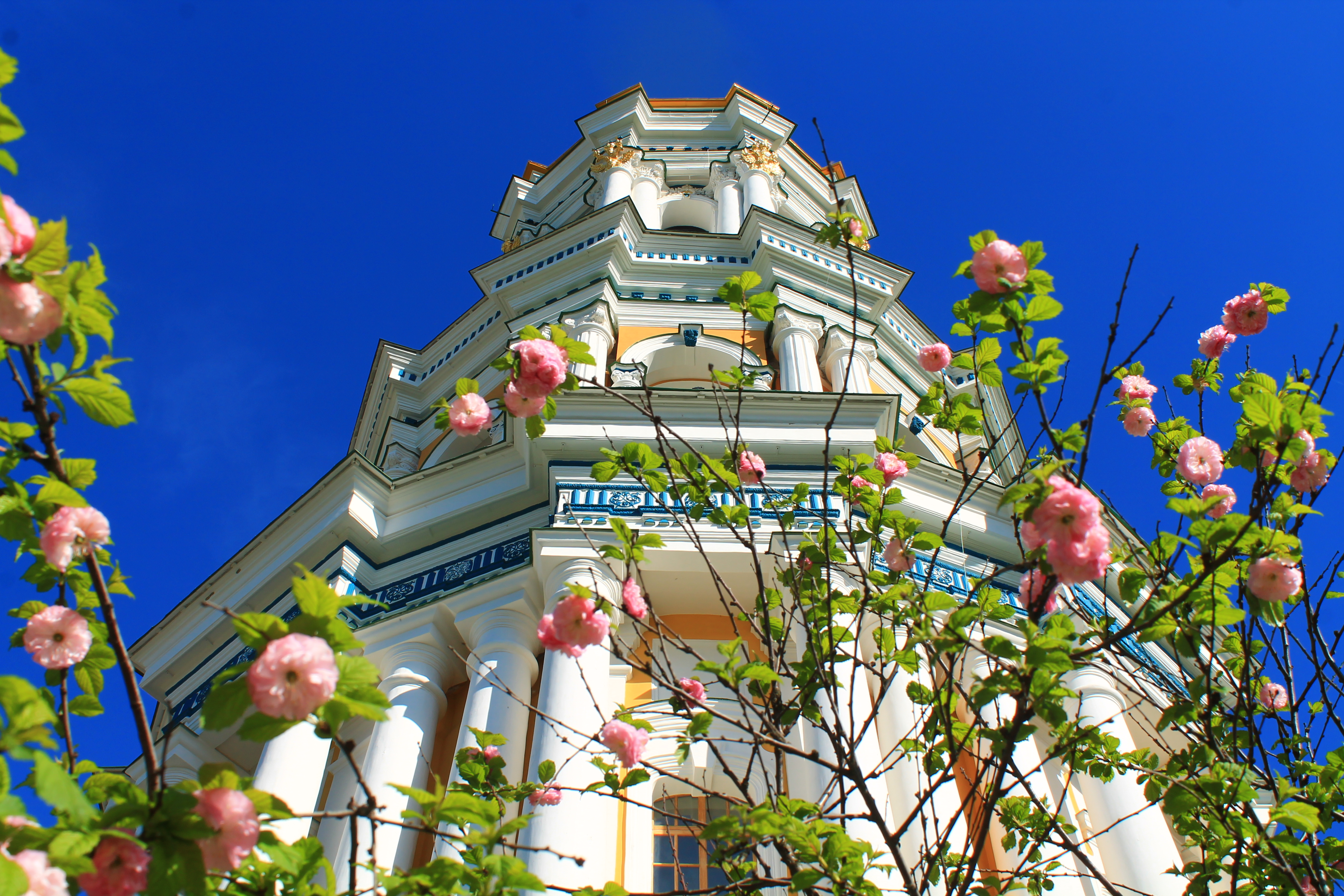
Vue depuis le pied de l'édifice.